# Sergentomyia palestinensis
Sergentomyia palestinensis är en tvåvingeart som först beskrevs av Joshua Alder och Theodor 1927.  Sergentomyia palestinensis ingår i släktet Sergentomyia och familjen fjärilsmyggor. Inga underarter finns listade i Catalogue of Life.